# Wojciech Skurkiewicz
Wojciech Skurkiewicz (ur. 5 grudnia 1969 w Radomiu) – polski polityk, dziennikarz, senator VII, VIII, X i XI kadencji, poseł na Sejm VIII kadencji, w latach 2018–2023 sekretarz stanu w Ministerstwie Obrony Narodowej.

## Życiorys
Syn Zygmunta i Teresy. Z zawodu dziennikarz, absolwent Wydziału Dziennikarstwa i Nauk Politycznych Uniwersytetu Warszawskiego (2010). Pracował w Radiu Plus. Później był rzecznikiem prasowym Dyrekcji Generalnej Lasów Państwowych. W wyborach samorządowych w 2006 został radnym Radomia z listy PiS, otrzymując 499 głosów. Od 2006 do 2007 pełnił funkcję przewodniczącego rady miejskiej w Radomiu.
W wyborach parlamentarnych w 2007 uzyskał mandat senatora z listy Prawa i Sprawiedliwości w okręgu nr 16 liczbą 82 746 głosów. W Senacie VII kadencji zasiadał w Komisji Kultury i Środków Przekazu oraz Komisji Ochrony Środowiska. W 2011 z powodzeniem ubiegał się o reelekcję, w nowym okręgu jednomandatowym nr 50 otrzymał 63 232 głosy. W 2013 objął stanowisko przewodniczącego senackiej Komisji Obrony Narodowej.
W 2015 wystartował w wyborach parlamentarnych z listy wyborczej PiS do Sejmu w okręgu radomskim. Otrzymał 7058 głosów, uzyskując tym samym mandat posła VIII kadencji. W Sejmie został m.in. wiceprzewodniczącym Komisji Obrony Narodowej. W 2017 powołany w skład rady programowej Telewizji Polskiej, w 2021 został przewodniczącym tego gremium.
5 lutego 2018 powołany na stanowisko sekretarza stanu w Ministerstwie Obrony Narodowej. W maju tego samego roku został nominowany kandydatem swojego ugrupowania na prezydenta Radomia w wyborach samorządowych w 2018. W drugiej turze wyborów przegrał z Radosławem Witkowskim, otrzymując 46,2% głosów.
W 2019 został kandydatem PiS na senatora z okręgu nr 50 w kolejnych wyborach parlamentarnych. Został wybrany do Senatu X kadencji, otrzymując 126 296 głosów. W 2023 z powodzeniem ubiegał się o reelekcję z wynikiem 121 080 głosów. W grudniu tego samego roku zakończył pełnienie funkcji wiceministra.

## Odznaczenia
- Brązowy Krzyż Zasługi – 2005[16]
- Złoty Krzyż Biskupa Polowego Deo et Patriae – 2023[17]